# Gliese 667 Cb
Gliese 667 Cb est une planète extrasolaire en orbite de l'étoile de type M de la séquence principale Gliese 667 C, située à environ 23 années-lumière dans la constellation du Scorpion. Cette planète a une masse de 5,7 fois celle de la Terre (classée comme une super-Terre et prend une semaine pour terminer sa période orbitale, et son demi-grand axe d'environ 0,05 UA. Cependant, contrairement à la plupart des exoplanètes connues, son excentricité n'est pas connue, mais il est habituel que la sienne est inconnue inclinaison. Cette planète a été détectée par HARPS le 19 octobre 2009, avec 29 autres planètes.
La planète est en dehors de la zone habitable de son étoile, étant extrêmement chaude avec une température de 155 °C, en supposant une atmosphère comme la Terre. Elle est donc très inhospitalière.

## Paramètres de l'orbite
Gliese 667 Cb en orbite autour de l'étoile Gliese 667 C en seulement une semaine (7 jours) et de l'étoile parente est 7.480.000 km (0,05 UA). Elle est classée comme une planète Super-Terre, qui comprend à des planètes avec une masse de 2 à 10 fois celle de la Terre: sa masse, en fait, est de 5,72094 M⊕.

À l'heure actuelle, certaines données telles que le rayon, l'excentricité des températures d'orbite et de surface sont encore inconnues.

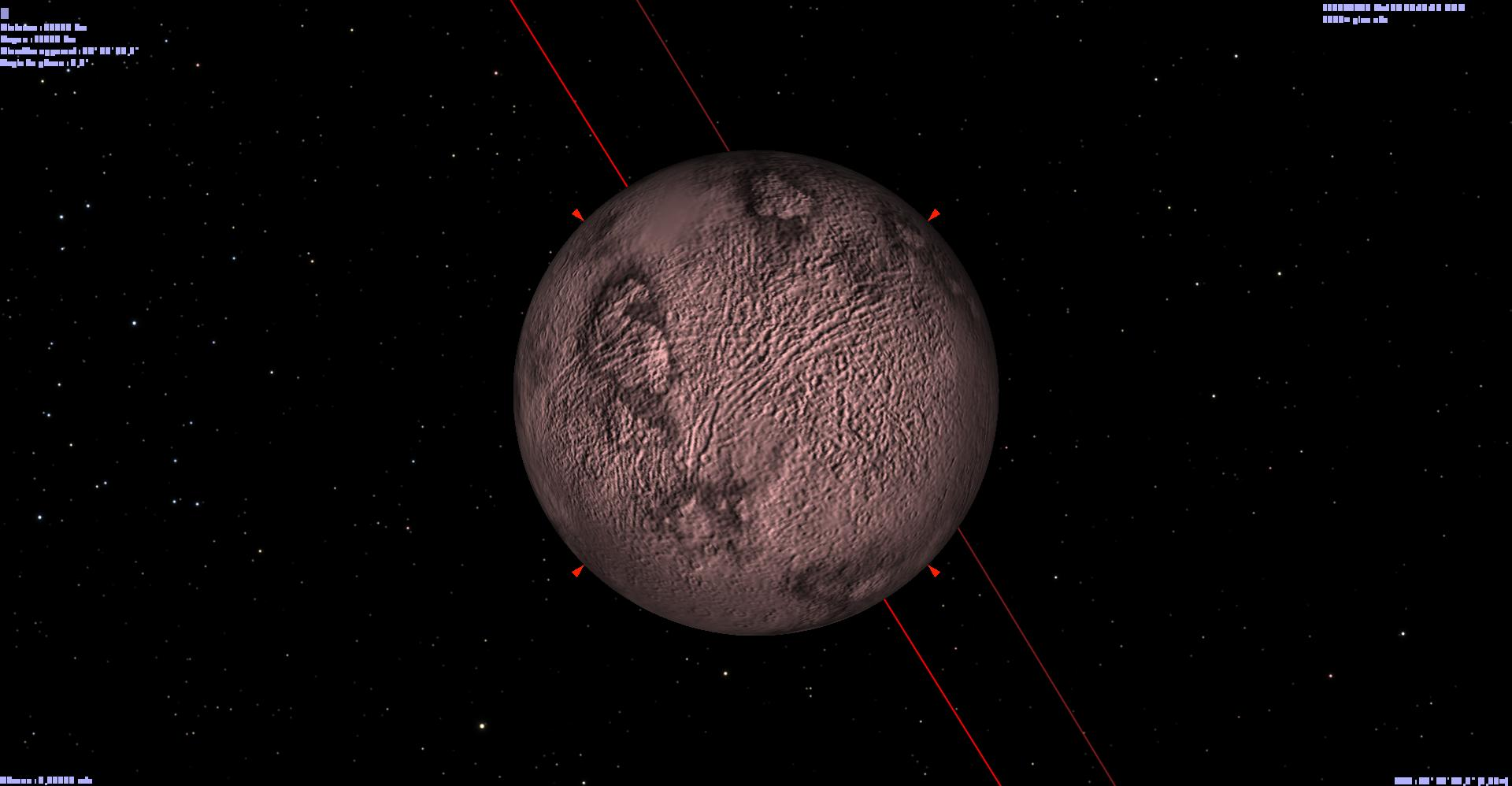
Vue d'artiste de Gliese 667, telle que présentée dans Celestia.